# 神奈川工科大学
神奈川工科大学（英語：Kanagawa Institute of Technology）位于日本神奈川县厚木市下荻野1030，为日本的私立大学，1975年设置，大学简称神奈工，它是首都圈西部大学单位互换协定会学校之一。

## 历史沿革
- 1963年，几德工业高等专门学校设置。
- 1975年，几德工业大学设置（工学部机械工学科、电氣工学科、工业化学工学科）。
- 1986年，工学部工学科、情报工学科增设。
- 1988年，大学名神奈川工科大学。
- 1989年，大学院修士课程开设（工学研究科机械工学专攻、电气工学专攻、工业化学专攻）。
- 1990年，大学院修士课程工学研究科机械工学专攻增设。
- 1993年，大学院博士课程开设（工学研究科机械工学专攻、工业化学专攻、机械工学专攻）。大学院修士课程工学研究科情报工学专攻增设。
- 1994年，大学院博士课程工学研究科电气工学专攻增设。
- 1995年，工学部电气工学科、电气电子工学科增设。
- 1996年，工学部工业化学工学科、应用化学科设置。大学院博士课程工学研究科情报工学专攻增设。
- 1999年，工学部机械工学科。工学研究科电气工学专攻、电气电子工学专攻。
- 2000年，工学部福祉工学科、情报工学科增设。工学研究科工业化学专攻、应用化学专攻。
- 2003年，工学部情报工学科情报学部情报工学科开设。
- 2004年，情报学部情报搜集学科增设。工学部情报侦查工学科情报学部情报整理工学科开设。
- 2006年，工学部再编、自动车开发工学科、应用化学科学科增设、电气电子工学科、电气电子情报工学科改称。
- 2008年，学部再编、创造工学部、应用材料科学部设置。
- 2009年，航空宇宙学专攻、人间福祉健康科学等新设。
- 2010年，营养生命科学科新设。

## 院系
- 工学部
- 情报学部
- 创造工学部
- 应用生物学部
- 情报工学科
- 情报媒体学科
- 情报网络沟通学科
- 机械工学科
- 应用化学科
- 电气电子情报工学科
- 系统设计工学科
- 福祉系统工学科
- 汽车系统开发工学科
- 家庭电子开发学科
- 机器人机电一体化学科
- 应用生物学科
- 工学研究科（博士、硕士课程）
- 机械工学专攻
- 电气电子工学专攻
- 应用化学专攻
- 机械系统工学专攻
- 情报工学专攻

## 著名校友
- 田崎真也
- 藤本吉郎
- 日下秀昭
- 饭岛一彦